# Gilbertolus maracaiboensis
Gilbertolus maracaiboensis es una especie de peces de la familia Cynodontidae en el orden de los Characiformes.

## Morfología
Los machos pueden llegar alcanzar los 13 cm de longitud total.
- Número de  vértebras: 38.[1][2]

## Hábitat
Es un pez de agua dulce y de clima tropical.

## Distribución geográfica
Se encuentran en Sudamérica:  cuenca del lago Maracaibo (Venezuela ).